# Jupyter

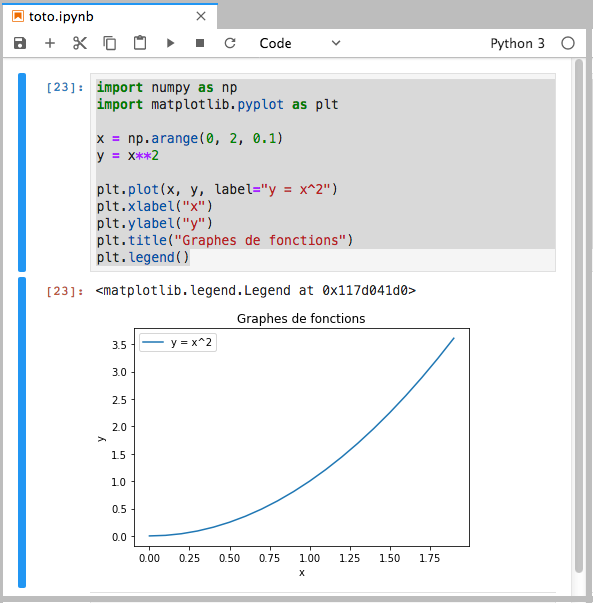
Интерфейс

Jupyter — интерактивный блокнот, первоначально являвшийся веб-реализацией и развитием IPython, ставший самостоятельным проектом, ориентированным на работу со множеством сред выполнения («расчётных ядер») — не только Python, но и R, Julia, Scala и ряда других. Создан в 2014 году Фернандо Пересом и Брайном Гренджером.
Основной веб-интерфейс — Jupyter Notebook, с 2018 года реализуются альтернативный, более гибкий интерфейс JupyterLab. JupyterHub — многопользовательский сервер для JupyterLab.